# 林祥毅
林 祥毅（りん しょうき、リン・シャンイー、英語: Lin Xiangyi、2006年2月27日 - ）は、中華人民共和国の男子バドミントン選手。2024年のアジアジュニア選手権3冠王者。

## 経歴
2023年のアジアジュニア選手権までは同い年の陳喆涵とペアを組む。
2023年終盤からは、同い年の胡珂源とペアを組む。
11月の韓国ジュニア・インターナショナルでは、決勝で陳永鋭 / 陳喆涵を破って優勝した。
2024年のアジアジュニア選手権では、男子ダブルスと混合ダブルスの2種目で出場し、団体競技を含めた3種目全てて優勝した。